# Brasiliorchis
Brasiliorchis é um gênero botânico pertencente à família das orquídeas (Orchidaceae). Este engloba algumas das espécies anteriormente pertencentes ao gênero Maxillaria, possuindo treze espécies com distribuição nas regiões sul e sudeste do Brasil .

## Lista de Espécies
1. Brasiliorchis barbosae (Loefgr.) R.B.Singer, S.Koehler & Carnevali, Novon 17: 96 (2007).
2. Brasiliorchis chrysantha (Barb.Rodr.) R.B.Singer, S.Koehler & Carnevali, Novon 17: 96 (2007).
3. Brasiliorchis gracilis (Lodd.) R.B.Singer, S.Koehler & Carnevali, Novon 17: 96 (2007).
4. Brasiliorchis heismanniana (Barb.Rodr.) R.B.Singer, S.Koehler & Carnevali, Novon 17: 96 (2007).
5. Brasiliorchis kautskyi (Pabst) R.B.Singer, S.Koehler & Carnevali, Novon 17: 97 (2007).
6. Brasiliorchis marginata (Lindl.) R.B.Singer, S.Koehler & Carnevali, Novon 17: 97 (2007).
7. Brasiliorchis monantha (Barb.Rodr.) Campacci, Colet. Orquídeas Brasil. 9: 314 (2011).
8. Brasiliorchis moutinhoi (Pabst) F.Barros & L.R.S.Guim., Neodiversity 5: 30 (2010).
9. Brasiliorchis piresiana (Hoehne) Christenson, Richardiana 9: 86 (2009).
10. Brasiliorchis phoenicanthera (Barb.Rodr.) R.B.Singer, S.Koehler & Carnevali, Novon 17: 97 (2007).
11. Brasiliorchis picta (Hook.) R.B.Singer, S.Koehler & Carnevali, Novon 17: 97 (2007).
12. Brasiliorchis polyantha (Barb.Rodr.) R.B.Singer, S.Koehler & Carnevali, Novon 17: 97 (2007).
13. Brasiliorchis porphyrostele (Rchb.f.) R.B.Singer, S.Koehler & Carnevali, Novon 17: 97 (2007).
14. Brasiliorchis schunkeana (Campacci & Kautsky) R.B.Singer, S.Koehler & Carnevali, Novon 17: 97 (2007).
15. Brasiliorchis ubatubana (Hoehne) R.B.Singer, S.Koehler & Carnevali, Novon 17: 97 (2007).